# Kollauer Chronik
Die Kollauer Chronik ist ein dreiteiliges geschichtliches Standardwerk über die heutigen Hamburger Stadtteile Groß Borstel, Lokstedt, Niendorf, Schnelsen sowie den damaligen Kreis Pinneberg. Sie wurde von  Adolph Hansen und Rudolf Sottorf verfasst. Die einzelnen Bände erschienen jeweils 1922, 1929 und 1938.

Kollauer Chronik I, II und III. Exemplare aus der Staats- und Universitätsbibliothek Hamburg.

## Veröffentlichung
Der erste Band erschien im Juli 1922. Durch die Inflation stieg der Preis innerhalb kurzer Zeit von 250 Mark auf mehrere hunderttausend Mark. Das Buch erschien im Verlag der Gemeinde Lokstedt und trägt den Untertitel Geschichte der Gemeinden Gr. Borstel an der Tarpe, Lokstedt in der Waldvogtei und des Kollauer Freihofes.
Aufgrund des Erfolges des ersten Bandes wurde ein zweiter Band geschrieben, welcher Weihnachten 1929 erschien und von Carl Schönfeldt's Buchdruckerei verlegt wurde. Er trägt den Untertitel Geschichte der Großgemeinde Lokstedt, Kr. Pinneberg, insbesondere der ehemaligen Walddörfer Niendorf und Schnelsen nebst Nachträgen zum I. Bande.
Der dritte Band erschien im Januar 1938 mit demselben Verleger wie der zweite Band. Er ist als Abschlussband gekennzeichnet. Der Untertitel lautet Geschichte von Groß-Borstel und der Großgemeinde Lokstedt, Kreis Pinneberg bis zu ihrem Anschluss an die Hansestadt Hamburg. Die Veröffentlichung wurde ermöglicht von der Neuen Sparkasse von 1864, den örtlichen Kirchenbehörden und -gemeinden sowie dem Groß-Lokstedter Ortsverband der NSDAP.

Kollauer Chronik I, II und III, jeweils erste Seite

Nachdem im Zweiten Weltkrieg die Mehrheit der Exemplare vernichtet wurde, war 1953 eine Neuauflage in Planung. Aufgrund einer geringen Anzahl an Vorbestellungen kam sie jedoch nicht zustande.
In jedem Band sind jeweils die ersten 500 Exemplare nummeriert. Im zweiten und dritten Band ist eine Liste der Vorbesteller enthalten. Jeder Band enthält zudem ein Vorwort der beiden Verfasser sowie ausfaltbare Landkarten.
Insgesamt umfasst die Kollauer Chronik knapp 2.300 Seiten.

## Inhalt
Im ersten Band werden die Gemeinden Lokstedt und Groß-Borstel in jeweils eigenen Kapiteln thematisiert. Zudem gibt es ein weiteres Kapitel zum Kollauer Hof. Der zweite Teil behandelt Lokstedt, Niendorf, Schnelsen und den Kreis Pinneberg, der dritte Teil behandelt Groß-Borstel, den Kreis Pinneberg und Lokstedt.
Beschrieben wird die Geschichte der Orte, u. a. Erdgeschichte, politische Geschichte, Kirchengeschichte und wirtschaftliche Entwicklung. Genauer beschrieben werden außerdem die Geschichte und aktuelle Situation einiger (Bauern)höfe, Forste, Moore, Gewässer, Vereine und Betriebe. Außerdem sind Einwohnerdaten, Wahlergebnisse und weitere Statistiken gegeben. Des Weiteren sind aktuelle Geschehnisse (wie bspw. die Eröffnung des Lokstedter „Denkmal für die Gefallenen“) und aktuelle und historische lokale Kultur beschrieben.
Im dritten Band, welcher nach der Machtergreifung der Nationalsozialisten erschien, ist eine Nähe zur nationalsozialistischen Ideologie erkennbar. Die NSDAP, deren Groß-Lokstedter Ortsgruppe die Veröffentlichung ermöglichte, wird auch in eigenen Kapiteln beschrieben.
Viele der Inhalte werden mit Bildern ergänzt, einige davon vom späteren Dorfchronisten Niendorfs, Max Möller.

## Rezeption
Bereits vor der Veröffentlichung des ersten Bandes fand die Chronik bereits eine breite Rezeption. So gehören bspw. das Altonaer Museum und die Commerzbibliothek zu den Vorbestellern des ersten Bandes. Es finden sich dort außerdem eine Vielzahl an promovierten Personen, einige Professoren, Regierungsräte und Pastoren.

„Die Verfasser haben auch in diesem zweiten Band eine vorbildliche Arbeit geleistet ... So geht dieser Band durchaus weitere Kreise an, als nur Lokalpatrioten aus den ehemaligen Walddörfern.“

Im Jahre 1940 wird, trotz des laufenden Zweiten Weltkrieges, der kurz zuvor erschienene dritte Band gelobt:

„Von der Kollauer Chronik ist im Jahre 1938 der dritte Band, der Abschlussband, erschienen, [...] in dem die Verfasser die selben Grundsätze verfolgen, die sie in den ersten beiden bestimmt haben, die gesellschaftlichen und bodengemäßen Verhältnisse der Nachbardörfer Hamburgs darzulegen und dabei zugleich den Ortsbewohnern eine angenehme Lektüre (so erklären sich die z.T. etwas romanhaften Erzählungen) ǘber ihre Heimat zu verschaffen. [...] So ist denn ein bis ins einzelne gehendes Bild von der Entwicklung der Großgemeinde Lokstedt und Groß-Borstel von den ältesten Zeiten bis zur Gegenwart gegeben worden.“

Knapp 45 Jahre später schreibt das Niendorfer Wochenblatt:

„Wer sich heute mit Niendorf näher beschäftigt, der stößt unweigerlich auf die Kollauer Chronik.“

Der Lokalhistoriker Horst Grigat, welcher zwischen 1969 und 1999 diverse auf der Kollauer Chronik aufbauende Sammlungen veröffentlichte, schrieb Folgendes:

„Der Lokstedter Rudolf Sottorf und Dr. Adolf Hansen aus Groß Borstel haben 1922 - 1938 unter Mitarbeit vieler Bürger Groß-Lokstedts ein Werk von unschätzbarem Wert geschaffen: Die Kollauer Chronik.“

Zudem wurde die Kollauer Chronik in der jüngeren Vergangenheit bereits von renommierten Zeitungen als Quelle benutzt, wie bspw. vom NDR und vom Hamburger Abendblatt.
Allerdings erhielt die Chronik auch Kritik:

„In der Kollauer Chronik sind meist nur die Repräsentanten, reiche Handwerker und Grundbesitzer vertreten, aber nicht Tagelöhner, Knechte oder Mägde. [...] Die Kollauer Chronik ist in einigen Teilen falsch. Aus identischen Personen wurden oft zwei, da die Kosenamen nicht erkannt wurden.“

## Nachwirken

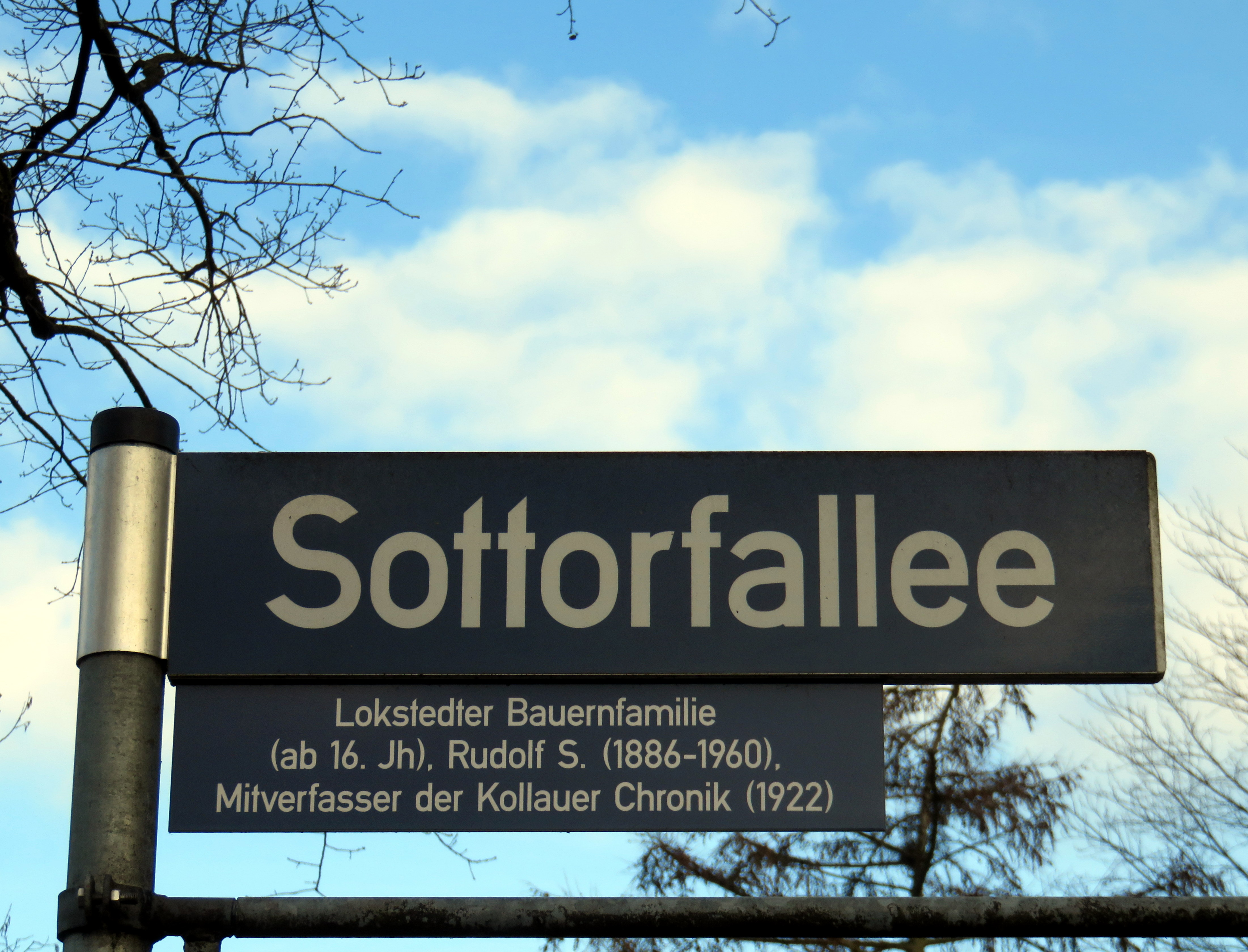
Straßenschild der Sottorfallee

- Die heutige Lokstedter Straße Sottorfallee ist, wie auf dem Straßenschild angegeben, nach dem Verfasser der Kollauer Chronik, Rudolf Sottorf, benannt.[13]
- Der Name des Lokstedter Baches Lohbek wurde von der Kollauer Chronik (III, S. 17) vorgeschlagen und übernommen. Andere Namensvorschläge wurden hingegen nicht übernommen.[14]